# Olewsk
Olewsk (ukr. Олевськ) – miasto na Ukrainie w obwodzie żytomierskim, siedziba władz rejonu olewskiego. 
Miasto leży nad rzeką Uborć, jest w nim stacja kolejowa Olewsk.

## Historia
Pierwsza wzmianka o osadzie pochodzi z 1488. 
Był miastem prywatnym Rzeczypospolitej Obojga Narodów.
W 1641 roku niedawno zbudowana przez Aleksandra Niemirycza osada otrzymała od króla Władysława IV miejskie prawo magdeburskie i herb. W 1648 roku Kozacy zamordowali Aleksandra Niemirycza. W 1669 roku z fundacji Karola Niemirycza zbudowano w Olewsku drewniany kościół katolicki pod wezwaniem Podwyższenia Krzyża Świętego. Jan Karol Niemirycz osadził tu zakon karmelitów, którzy zbudowali tu klasztor i kościół. Budowę murowanego rozpoczęto w 1804 roku. Klasztor karmelitów został przez Rosjan skasowany w 1832 roku na skutek represji po powstaniu listopadowym. Kościół klasztorny po kasacie zamieniono w parafialny. Po tym, gdy spłonął w 1868 roku, został odbudowany w 1877 roku kosztem bpa Ludwika Brynka i konsekrowany p.w. Podniesienia Krzyża. W 1870 roku oprócz kościoła w miejscowości znajdowały się także dwie cerkwie i synagoga.
Pod zaborami siedziba gminy Olewsk w powiecie owruckim guberni wołyńskiej.
Na przełomie 1919/20 Olewsk wszedł w skład administracyjnego okręgu wołyńskiego (ZCZW lub ZCZWiFP). 15 marca 1920 r. pod Zarządem Cywilnym Ziem Wołynia i Frontu Podolskiego wszedł w skład nowo utworzonego powiatu sarneńskiego i był siedzibą gminy Olewsk, jednak po traktacie ryskim w 1921 roku Olewsk znalazł się w składzie ZSRR.
Podczas okupacji hitlerowskiej, w październiku 1941 roku Niemcy utworzyli getto dla żydowskich mieszkańców. Przebywało w nim około 600 osób. 19 listopada 1941 roku Niemcy zlikwidowali getto, a Żydów zamordowali we wsi Warwarówka. 
W 1989 liczyła 12 323 mieszkańców.
Współcześnie status miasta nadano w 2003 roku. W 2011 roku powstała polska szkółka sobotnio-niedzielna przy Olewskim Rejonowym Oddziału Związku Polaków na Ukrainie.

## Zabytki
- Cerkiew św. Mikołaja(inne języki) z 1596 r.
- Dworzec kolejowy z końca XIX w.
- Most kolejowy z końca XIX w.
- Dom Kultury z 1930 r.

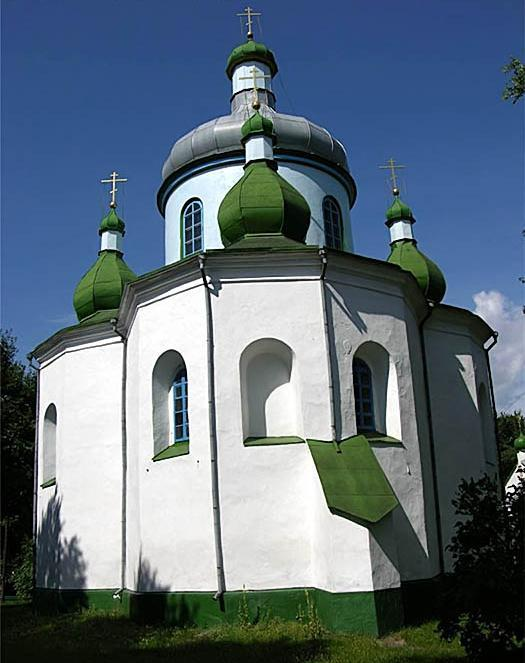
Cerkiew św. Mikołaja
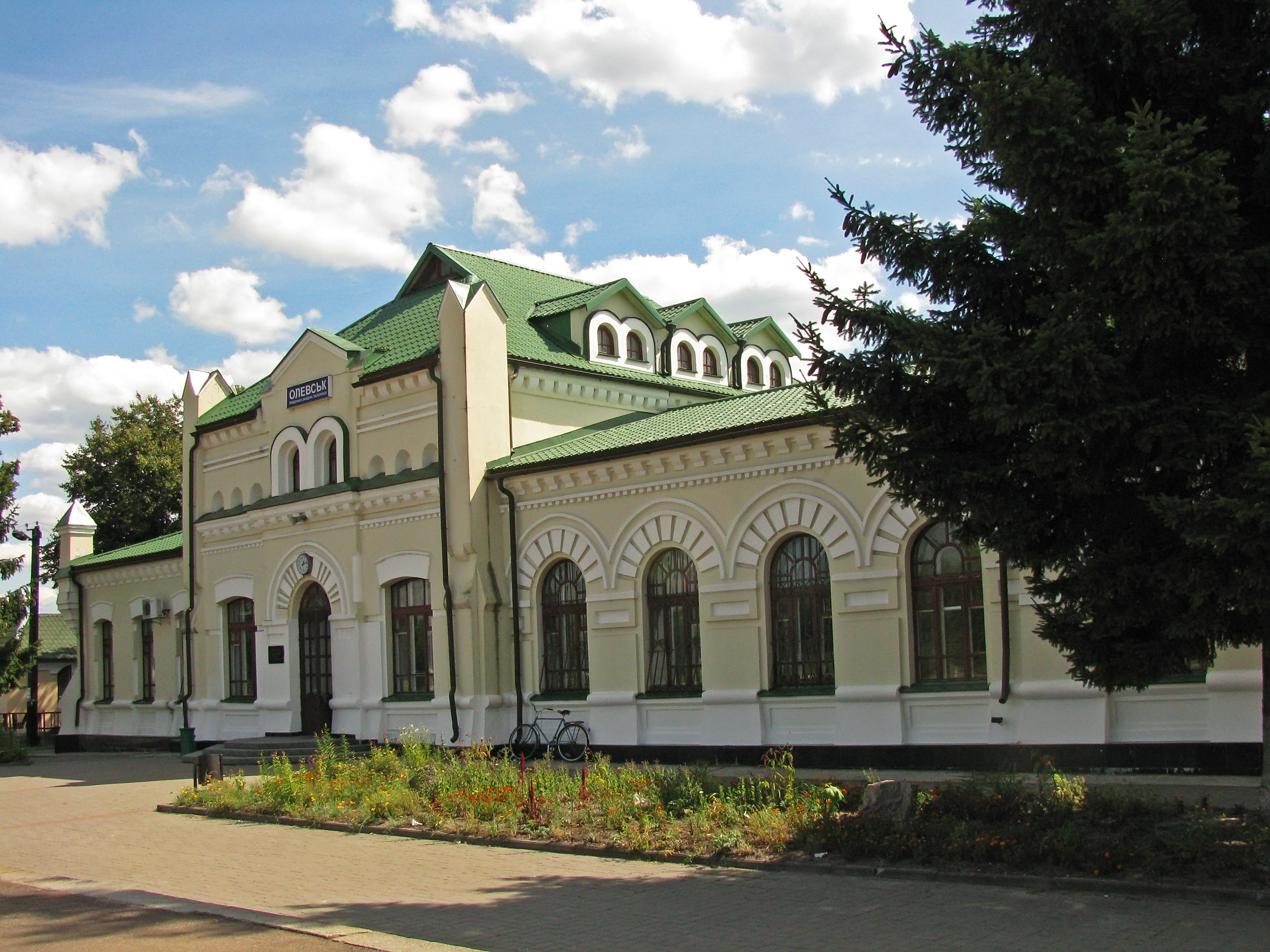
Dworzec kolejowy
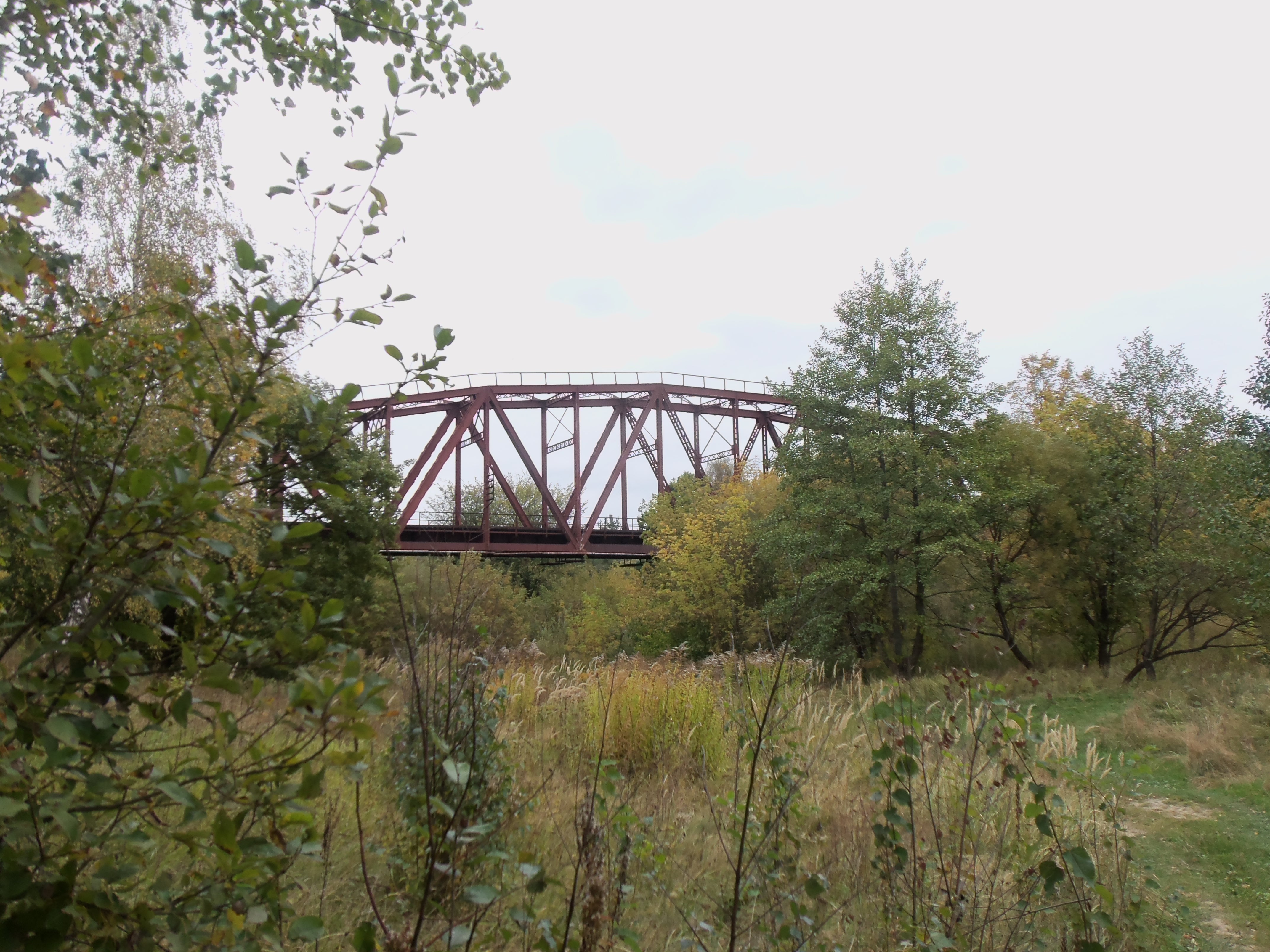
Most kolejowy